# Kasseler Modell (Studium)
Das Kasseler Modell ist ein Modell gestufter wissenschaftlicher Studiengänge, entwickelt an der Universität Kassel, früher Gesamthochschule Kassel. Zudem können in integrierten Studiengängen des Kasseler Modells je zur Hälfte Zugangsberechtigte mit allgemeiner Hochschulreife (Abitur) und mit Fachhochschulreife die Studienplätze belegen.
Ein Kernelement des Kasseler Modells sind die gestuften Abschlüsse (Diplom I und II). Nach sieben bis neun Semestern kann ein erster wissenschaftlicher und voll berufsqualifizierender Abschluss, das Diplom I, erlangt werden. Dieses Diplom ist von seiner akademischen Wertigkeit her über dem neuen Bachelor-Abschluss (Bologna-Prozess) angesiedelt. Es handelt sich im ersten Studienabschnitt bis zum Diplom I des Kasseler Modells nicht um ein Fachhochschulstudium, sondern vielmehr um ein sogenanntes wissenschaftliches Kurzstudium, ergänzt durch einen über den universitären Standard hinausgehenden Praxisbezug mit ein oder zwei wissenschaftlich begleiteten Praxissemestern.
Im anschließenden dreisemestrigen Vertiefungsstudium kann ein weiterer Abschluss in der gleichen Studienrichtung erlangt werden, welcher dem bisherigen Diplom an traditionellen Universitäten entspricht und dem Master-Abschluss gleichwertig ist.
Das Kasseler Modell ähnelt stark dem angloamerikanischen System von Bachelor- und Master-Studiengängen. Ein durchgehendes Studium ist im Kasseler Modell heute jedoch ebenfalls angelegt. Der zum Teil mehrjährige Wechsel in die Berufspraxis in der Phase zwischen Diplom I und der Aufnahme der Studien zum Diplom II war jedoch ursprünglich eine weitere gewünschte Ergänzung zu den Hochschulerfahrungen der Studierenden.
Das Projektstudium ist ein weiteres Kernelement im Kasseler Modell. Studierende bestimmen, zum Teil ohne professorale Vorabsetzung, den Gegenstand und die Herangehensweise in ihrer Hauptstudienleistung, dem Projekt. Für die finanzielle Untermauerung dieser studentischen Projekte werden Mittel aus dem Haushalt der Universität an die verfasste Studierendenschaft überführt, so dass allein ein studentisches Gremium, der Projektrat, über die Zuweisung dieser Mittel bestimmt.
Die Mehrzahl der Projekte werden von den Professoren und Dozenten zu Beginn der Vorlesungszeit im Projektplenum vorgestellt, aus diesem Pool können die Studierenden ebenfalls ihr Projekt wählen.
Besonders ausgeprägt ist diese Vorgehensweise in der Architektur und den Planungswissenschaften, die heute den Fachbereich 6 – Architektur, Stadtplanung, Landschaftsplanung bilden und zuvor in der Lehreinheit Studienbereich 1 (SB1) das sich in Teilgebieten überschneidende Studienangebot organisierten.
Im Studiengang Sozialwesen existiert eine bis heute weitgehend erhaltene Projektkultur.
Im Zuge der Einführung von Modulen und Creditpoints im Verbund mit den neuen Bachelor- und Masterstudiengängen ist das demokratische Element der studentischen Projekte stark unter Druck geraten. Die Reformen der Nach-68er-Zeit sehen damit einer spürbaren Schwächung entgegen.
Die Universität Kassel war die erste Universität in Deutschland, die schon in den 1970er Jahren ein Modell gestufter Studiengänge anbot. Äußerlich vergleichbare Modelle (die neuen Bachelor- und Master-Studiengänge nach den Vereinbarungen der europäischen Wissenschaftsminister (Bologna-Prozess)) werden inzwischen an allen deutschen Hochschulen und in weiteren, am Bologna-Prozess beteiligten, EU-Ländern eingeführt. Diese neuen kontinentaleuropäischen Varianten sind jedoch nicht einfach mit den namensgebenden angloamerikanischen Bachelor- und Masterabschlüssen gleichzusetzen.